# Rialto (trein)
De Rialto was een internationale trein tussen (Parijs) - Genève en Venetië. De naam verwijst naar de  Rialtobrug in Venetië.
De Rialto was tot 30 mei 1987 een internationale InterCity tussen Genève en Venetië. Bij de start van het EuroCity net op 31 mei 1987 werd de treindienst voortgezet door EC Monteverdi op dezelfde route. 

## EuroNight
De EuroNight trein Galilei had een tak naar Venetië en één naar Florence. Toen de tak naar Venetië als aparte nachttrein ging rijden kreeg deze de naam Rialto. Deze trein volgde tussen Lausanne en Venetië dezelfde route als de voormalige InterCity, vanaf Lausanne werd echter niet doorgereden naar Genève maar naar Parijs v.v. Op 12 december 2004 werd de Rialto opgeheven en de reizigers tussen Parijs en Venetië moeten sindsdien gebruikmaken van doorgaande rijtuigen die tussen Parijs en Domodossola met de EN Stendhal worden meegevoerd en in Domodossola worden gekoppeld met of afgehaakt van andere treinen richting Venetië.